# Platycladus
Platycladus is de botanische naam van een geslacht uit de cipresfamilie (Cupressaceae). Het geslacht telt één soort: de oosterse levensboom (Platycladus orientalis).